# Пасіфік (Вісконсин)
Пасіфік (англ. Pacific) — місто (англ. town) в США, в окрузі Колумбія штату Вісконсин. Населення — 2791 особа (2020).

## Демографія
Згідно з переписом 2010 року, у місті мешкало 2707 осіб у 1139 домогосподарствах у складі 831 родини. Було 1279 помешкань
Расовий склад населення:
| - 97,7 % — білих - 0,8 % — азіатів - 0,1 % — корінних американців - 0,1 % — чорних або афроамериканців |

До двох чи більше рас належало 0,6 %. Частка іспаномовних становила 1,6 % від усіх жителів.
За віковим діапазоном населення розподілялося таким чином: 20,1 % — особи молодші 18 років, 58,8 % — особи у віці 18—64 років, 21,1 % — особи у віці 65 років та старші. Медіана віку мешканця становила 47,2 року. На 100 осіб жіночої статі у місті припадало 101,7 чоловіків;  на 100 жінок у віці від 18 років та старших — 99,1 чоловіків також старших 18 років.
Середній дохід на одне домашнє господарство  становив 71 264 долари США (медіана — 61 061), а середній дохід на одну сім'ю — 78 533 долари (медіана — 68 789). Медіана доходів становила 52 007 доларів для чоловіків та 36 452 долари для жінок. За межею бідності перебувало 4,8 % осіб, у тому числі 5,8 % дітей у віці до 18 років та 3,3 % осіб у віці 65 років та старших.
Цивільне працевлаштоване населення становило 1410 осіб. Основні галузі зайнятості: освіта, охорона здоров'я та соціальна допомога — 23,8 %, виробництво — 16,5 %, роздрібна торгівля — 11,1 %, публічна адміністрація — 8,2 %.